# NGC 490
NGC 490 es una galaxia espiral de la constelación de Piscis. 
Fue descubierta el 6 de diciembre de 1850 por el astrónomo William Parsons.